# The Yellow Handkerchief
The Yellow Handkerchief è un film del 2008 diretto da Udayan Prasad.

## Trama
Dopo sei anni, Hanson esce di prigione e si trova in un mondo di responsabilità e libertà. Cercando di riconciliarsi con il suo passato, comincia un viaggio verso la Louisiana per riunirsi con la ex moglie May. Durante il viaggio, l'uomo incontra gli adolescenti Martine, una quindicenne scappata di casa, e Gordy, un emarginato che cerca di integrarsi.